# Canyon City (Oregon)
Pour les articles homonymes, voir Canyon City.
Canyon City est le siège du comté de Grant, situé dans l'Oregon, aux États-Unis.